# Hercostomus kefaensis
Hercostomus kefaensis är en tvåvingeart som beskrevs av Grichanov 2004. Hercostomus kefaensis ingår i släktet Hercostomus och familjen styltflugor.
Artens utbredningsområde är Etiopien. Inga underarter finns listade i Catalogue of Life.